# Han som får örfilarna
Han som får örfilarna (engelska: He Who Gets Slapped) är en amerikansk stumfilm från 1924 i regi av Victor Sjöström. Filmen var Sjöströms andra i Hollywood, och baserades på Leonid Andrejevs pjäs med samma namn.

## Handling
Filmen handlar om en vetenskapsman (Lon Chaney) som blir förrådd av sin fru och sin vän. Han går med i en cirkus där han blir clown och tar emot förolämpningar från de andra clownerna.

## Rollista
- Lon Chaney – Paul Beaumont, vetenskapsman, "He Who Gets Slapped", clown
- Norma Shearer – Consuelo, cirkusryttarinna
- John Gilbert – Bezano, cirkusryttare
- Tully Marshall – greve Mancini, Consuelos far
- Marc McDermott – baron Regnard
- Ford Sterling – Tricaud, clown
- Clyde Cook – clown
- Harvey Clark – Briquet
- Paulette Duval – Zinida, lejontämjerska
- Ruth King – Paul Beaumonts fru
- Brandon Hurst – clown
- George Davis – clown